# Guillermo Eximeno
Guillermo Eximeno, quinto obispo de la diócesis Segobricensis et Sanctae Mariae de Albarrazino (1235-1237).

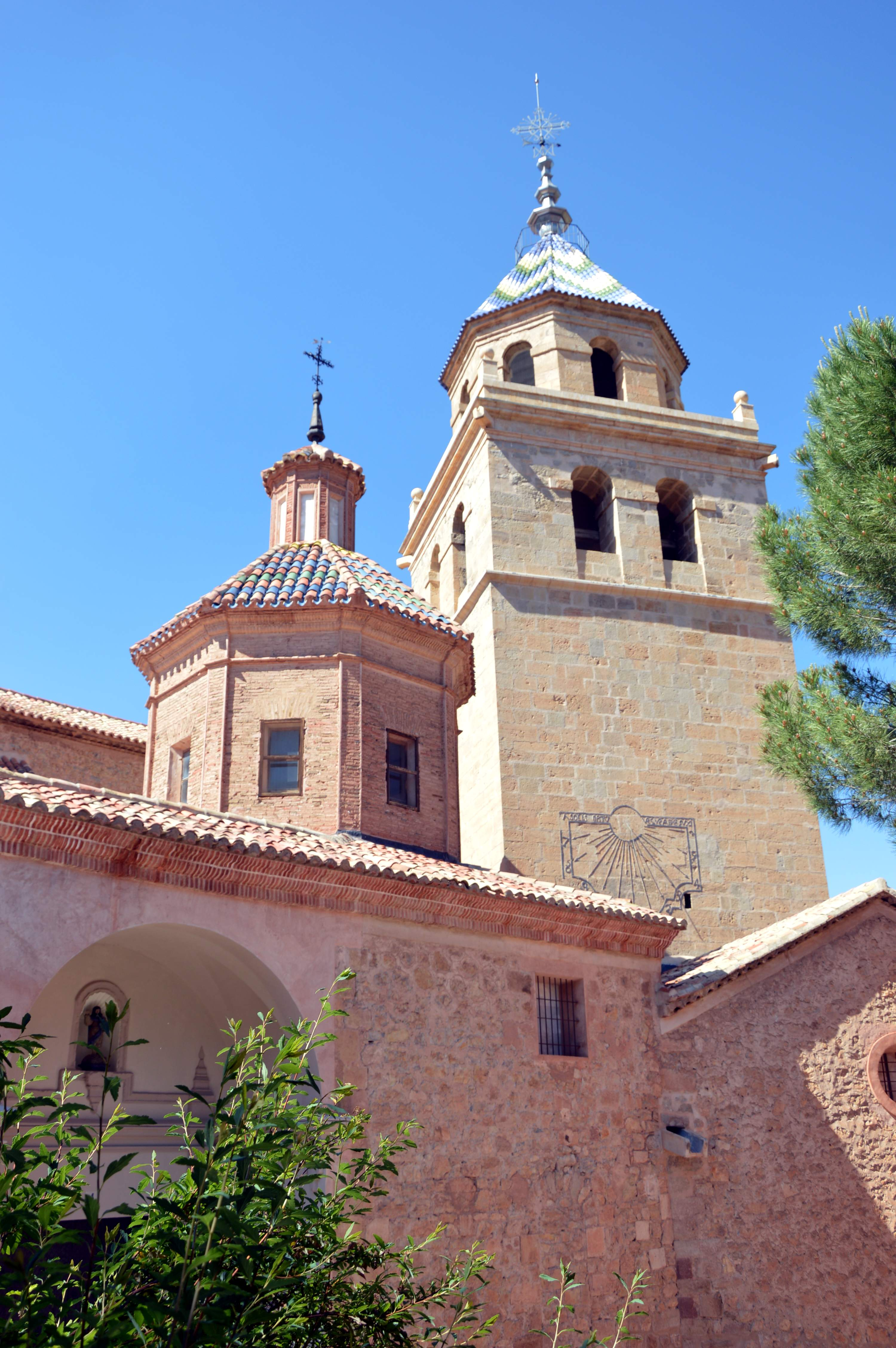
Vista parcial (meridional) de la Catedral del Salvador de Albarracín (Teruel), con detalle de la torre, obra de Alonso del Barrio Dajo (2017).

## Biografía
Aguilar considera que no hay pruebas suficientes para decir con Villagrasa que el obispo Guillermo Eximeno hubiera sido previamente arcediano de su catedral, dando por supuesto sin embargo «que era uno de sus canónigos más activos y entendido».
Consta que con fecha 13 de septiembre de 1235 el rey Jaime I de Aragón, en prueba de aprecio le concedió la alquería de Teresa, «hoy pueblo grande á la orilla del rio Palancia, no lejos de esta ciudad», y que el destronado rey de Valencia, Zayd Abu Zayd, le trataba amistosamente, agradecido «por los buenos oficios con que completó su educación cristiana».
Ciertamente, como refiere Villanueva (1804), «merece particular memoria este Prelado por haber sido el primero á quien se sujetó y donó sus posesiones el Rey Moro Zayd Abu Zayd, arrojado de Valencia por la tiranía de Zaen». Pues al año siguiente, según documentos datado en Teruel en 22 de abril de 1236 (Turolium decimo kalendas maii, anno Domini mellessimo ducentessimo trigessimo sexto), Abu Zayd le reconoce como su obispo, y de los lugares de su reino que todavía conservaba en su poder: 

«Arenoso, Montán, Castielmontán, Cirat, Tormo, Fuentes, Villamalea, Onda, Nules, Uson y Almenara por un lado y por otro Alpuente, Cardelles, Andilla, Tuejar, Chelva, Domeño, Chulilla y Liria, con todos sus términos, castillos y alquerías, y Segorbe».
Noticias de Segorbe y de su obispado por un sacerdote de la diócesis, Francisco de Asís Aguilar

Según otra escritura pública datada en Teruel, de fecha 23 de mayo de 1236, el mismo Abu Zayd hizo donación al obispo del lugar de Segorbe, «y otros lugares que quedáron á su devocion». Según se cree, el destronado rey de Valencia poseía privilegio de Roma para hacer donación de sus estados a la iglesia diocesana que deseara, ateniéndose a un anterior privilegio de Urbano II (1088-1099) dirigido a Pedro I de Aragón (1094-1104) y notables del reino, para que a su albedrío pudiera hacer donación de las nuevas iglesias y lugares conquistados a los prelados que quisieran.

## Situación del obispado
En las primeras décadas del siglo XIII la diócesis segobricense acusaba extrema pobreza, sus rentas en Albarracín eran harto menguadas, «y ningunas de los pueblos mahometanos nuevamente adquiridos», resultado en cualquier caso insuficientes para «la reconstitución de la diócesis». A la escasez de medios había que añadir el hecho de su dependencia, pues la diócesis era sufragénea de Toledo, cuestión que hacía que el obispo y su curia fuesen tenidos «como extranjeros por los de Aragón», ello suponía una traba para la unidad del reino, recelando incluso que el prelado segobricense trabajara en pro de los intereses de Castilla.
Sabedor el papa Gregorio IX de la situación del obispado segobricenese, con fecha 7 de diciembre de 1236 «comisionó al abad de Piedra y prior de Roca para que terminasen la cuestión entre el obispo y los hospitalarios que detenían la posesión de Castielfabib», villa del futuro Rincón de Ademuz. Propiamente, «Esta y otras causas de la pobreza en que se vio este Obispo, obligaron al Papa Gregorio IX á recomendar le al Arzobispo de Toledo y sus sufragáneos para que le socorriesen, et non cogatur in opprobrium Pontijicalis ofjicii mendicare»; la fecha de esta carta es de 9 de enero de 1237. Con la misma fecha el pontífice escribió a rey Fernando III de Castilla, rogándole su cooperación en la conquista de Segorbe, intimándole a que el obispo Domingo se posesionara de la ciudad, y de los demás lugares que por derecho le pertenecían.